# Héctor Silva
Héctor Jesús Silva (1. februar 1940 - 30. august 2015) var en uruguayansk fodboldspiller (offensiv midtbane).
Silva spillede 29 kampe og scorede syv mål for det uruguayanske landshold. Han var en del af landets trup til både VM 1962 i Chile og VM 1966 i England. På klubplan spillede han flere år hos Montevideo-storklubberne Danubio og Peñarol.